# Phebalium brevifolium
Phebalium brevifolium är en vinruteväxtart som beskrevs av Paul G. Wilson. Phebalium brevifolium ingår i släktet Phebalium och familjen vinruteväxter. Inga underarter finns listade i Catalogue of Life.